# Rupierre
Rupierre est une ancienne commune française du département du Calvados et la région Normandie, intégrée au territoire de la commune de Saint-Pierre-du-Jonquet en 1833.

## Histoire
La commune est réunie à Saint-Pierre-du-Jonquet, par l'ordonnance du 18 mai 1833.

## Démographie
| 1793 | 1800 | 1806 | 1821 | 1831 |
| ---- | ---- | ---- | ---- | ---- |
| 65   | 88   | 106  | 94   | 102  |

## Lieux et monuments
- Ferme de Rupierre, du XVIIIe siècle.
- L'église Notre-Dame, décrite par Arcisse de Caumont en 1850, n'existe plus.